# Papirus 7
Papirus 7 (według numeracji Gregory-Aland), oznaczany symbolem {\displaystyle {\mathfrak {P}}^{7},} ε 11 (von Soden) – grecki rękopis Nowego Testamentu pisany na papirusie, w formie kodeksu. Paleograficznie datowany jest na IV-VI wieki. Zawiera fragment Ewangelii Łukasza.

## Opis
Zachował się tylko fragment kodeksu z tekstem Łukasza 4,1-2. Niewykluczone, że jest to fragment patrystyczny. Tekstualna przynależność kodeksu nie jest możliwa do ustalenia ze względu na fragmentaryczność kodeksu. Kurt Aland nie zaklasyfikował go do żadnej kategorii.
Fragmentaryczność kodeksu uniemożliwia także oszacowanie wieku kodeksu, Aland datował rękopis na wieki IV-VI. Obecnie INTF datuje go naale wiek III lub IV wiek. Philip Comfort nie zaliczył go do wczesnych rękopisów Nowego Testamentu, co oznacza, iż jego zdaniem rękopis powstał najwcześniej w IV wieku.
Caspar René Gregory badał rękopis w 1903 roku w Kijowie. Aland opublikował tekst rękopisu w 1957 roku.
Rękopis przechowywany jest w Bibliotece Narodowej Ukrainy im. W.I. Wiernadskiego (Petrov 553) w Kijowie.